# John Winebrenner Rife
John Winebrenner Rife (* 14. August 1846 in Middletown, Pennsylvania; † 17. April 1908 ebenda) war ein US-amerikanischer Politiker. Zwischen 1889 und 1893 vertrat er den Bundesstaat Pennsylvania im US-Repräsentantenhaus.

## Werdegang
John Rife besuchte die öffentlichen Schulen seiner Heimat und absolvierte danach eine Lehre im Gerberhandwerk. Im Jahr 1864 nahm er als Soldat in einem Infanterieregiment aus Pennsylvania am Bürgerkrieg teil. Später schlug er als Mitglied der Republikanischen Partei eine politische Laufbahn ein. 1871 saß er im Gemeinderat von Middletown; in den Jahren 1877 und 1878 war er dort Bürgermeister. Zwischen 1885 und 1886 gehörte er dem Repräsentantenhaus von Pennsylvania an. Rife stieg auch in das Eisenbahngeschäft ein und wurde Präsident der Eisenbahngesellschaft Middletown & Hummelstown Railroad Co.
Bei den Kongresswahlen des Jahres 1888 wurde Rife im 14. Wahlbezirk von Pennsylvania in das US-Repräsentantenhaus in Washington, D.C. gewählt, wo er am 4. März 1889 die Nachfolge von Franklin Bound antrat. Nach einer Wiederwahl konnte er bis zum 3. März 1893 zwei Legislaturperioden im Kongress absolvieren. Im Jahr 1892 verzichtete er auf eine weitere Kandidatur. Nach seiner Zeit im US-Repräsentantenhaus ist John Rife politisch nicht mehr in Erscheinung getreten. Er starb am 17. April 1908 in Middletown, wo er auch beigesetzt wurde.